# مايكل نيتوليتزكي
مايكل نيتوليتزكي (الإنجليزية: Michael Netolitzky)، (مواليد 12 يناير 1994) هو لاعب كرة قدم ألماني سابق لعب دور حارس مرمى بايرن ميونخ الثاني. يعمل حاليًا كمدرب حراس مرمى جنبًا إلى جنب مع فالتر يونغهانز لفريق بايرن ميونخ الثاني.